# Джек, Райан
Ра́йан Джек (англ. Ryan Jack; род. 27 февраля 1992, Абердин) — шотландский футболист, центральный полузащитник.

## Клубная карьера
С детства увлекающийся футболом Райан в 2007 году поступил в Академию «красных». Летом 2008 года молодой игрок подписал с «Абердином» свой первый профессиональный контракт. Дебют Райана в первом составе «донс» состоялся 22 сентября 2010 года, когда он заменил Пола Хартли в матче Кубка шотландской лиги против «Рэйт Роверс». Через четыре дня Джек впервые вышел на поле в матче шотландской Премьер-лиги — в тот день соперниками «красных» были футболисты «Рейнджерс». 26 января 2011 года Райан забил свой первый гол за «Абердин», поразив ворота «Инвернесс Каледониан Тисл». 12 октября того же года Джек ещё на два с половиной года продлил с «красными» соглашение о сотрудничестве. 13 декабря 2011 года в матче Премьер-лиги против «Сент-Джонстона» он забил гол с центра поля, после того, как вратарь соперника Питер Энкельман неправильно выбил мяч. В июне 2013 года Джек подписал трехлетний контракт в Абердине, по которому он оставался в клубе до 2016 года. Впоследствии он сыграл ключевую роль в выходе «Абердина» в полуфинал Кубка лиги, но в январе получил травму в матче чемпионата в матче против «Мотеруэлла» и был исключён на шесть недель, пропустив полуфинал с «Сент-Джонстоном». 11 января 2015 года Джек был назван игроком месяца по версии SPFL за декабрь 2014 года. 24 июня 2015 года Джек был назначен капитаном команды на сезон 2015/16 годов.
1 июня 2017 года Джек подписал трёхлетний контракт с шотландским клубом «Рейнджерс». После подписания бывший капитан «Абердина» сказал, что он был большим фанатом «Рейнджерс», когда рос, и что для него было «честью и привилегией» присоединиться к нему. Клуб, который он поддерживал. 29 июня 2017 он дебютировал за «Рейнджерс» против люксембургского клуба «Прогресс Нидеркорн» в первом отборочном раунде Лиги Европы 2017/18, который рейнджеры проиграли 1:2 по сумме двух матчей после поражения 0:2 в гостях. В январе 2018 года «Рейнджерс» подтвердил, что Джеку потребовалась операция по поводу травмы колена, полученной во время матча в предыдущем месяце, что на некоторое время исключило его из состава. Джек подписал новый контракт с клубом 21 декабря 2018 года, который продлится до конца сезона 2020/21. 29 декабря 2018 года он забил свой первый гол за клуб в Дерби Старой Фирмы против «Селтика», Рейнджерс выиграл со счётом 1:0. 22 октября 2019 года он подписал с клубом новый четырёхлетний контракт.

## Клубная статистика
| Клуб      | Сезон   | Чемпионат                | Чемпионат | Чемпионат | Кубок | Кубок | Кубок Лиги | Кубок Лиги | Еврокубки | Еврокубки | Итого | Итого |
| Клуб      | Сезон   | Дивизион                 | Игры      | Голы      | Игры  | Голы  | Игры       | Голы       | Игры      | Голы      | Игры  | Голы  |
| --------- | ------- | ------------------------ | --------- | --------- | ----- | ----- | ---------- | ---------- | --------- | --------- | ----- | ----- |
| Абердин   | 2010/11 | Шотландская премьер-лига | 30        | 1         | 4     | 0     | 3          | 0          | —         | —         | 37    | 1     |
| Абердин   | 2011/12 | Шотландская премьер-лига | 31        | 3         | 4     | 0     | 2          | 0          | —         | —         | 37    | 3     |
| Абердин   | 2012/13 | Шотландская премьер-лига | 18        | 0         | 0     | 0     | 1          | 0          | —         | —         | 19    | 0     |
| Абердин   | 2013/14 | Шотландский Премьершип   | 34        | 2         | 3     | 0     | 4          | 0          | —         | —         | 41    | 2     |
| Абердин   | 2014/15 | Шотландский Премьершип   | 32        | 3         | 1     | 0     | 3          | 0          | 6         | 0         | 42    | 3     |
| Абердин   | 2015/16 | Шотландский Премьершип   | 28        | 0         | 0     | 0     | 1          | 0          | 6         | 0         | 35    | 0     |
| Абердин   | 2016/17 | Шотландский Премьершип   | 26        | 2         | 4     | 0     | 3          | 0          | 6         | 0         | 39    | 2     |
| Абердин   | Итого   | Итого                    | 199       | 11        | 16    | 0     | 17         | 0          | 18        | 0         | 250   | 11    |
| Рейнджерс | 2017/18 | Шотландский Премьершип   | 17        | 0         | 0     | 0     | 2          | 0          | 2         | 0         | 21    | 0     |
| Рейнджерс | 2018/19 | Шотландский Премьершип   | 30        | 4         | 5     | 0     | 1          | 0          | 10        | 0         | 46    | 4     |
| Рейнджерс | 2019/20 | Шотландский Премьершип   | 19        | 4         | 2     | 0     | 3          | 0          | 15        | 1         | 36    | 5     |
| Рейнджерс | 2020/21 | Шотландский Премьершип   | 10        | 0         | 0     | 0     | 0          | 0          | 2         | 0         | 12    | 0     |
| Рейнджерс | Итого   | Итого                    | 76        | 8         | 7     | 0     | 6          | 0          | 29        | 1         | 118   | 9     |
| Итого     | Итого   | Итого                    | 275       | 19        | 23    | 0     | 23         | 0          | 47        | 1         | 368   | 20    |

## Сборная Шотландии
С 2007 года Джек защищает цвета различных юношеских сборных Шотландии. В 2010 году Райан являлся игроком национальной команды (до 19 лет), в составе которой он провёл единственный матч 18 августа 2010 года: товарищескую встречу против сверстников из Мальты. 29 июля 2011 года Джек был впервые вызван в молодёжную сборную страны на выставочный поединок с Норвегией. В той встрече и состоялся дебют Райана в составе «молодёжки». Первый «блин» не вышел комом — на 76-й минуте полузащитник забил гол в ворота «викингов». Окончательный счёт матча — 3:0 в пользу «горцев».
В 9 ноября 2017 года Джек дебютировал за национальную сборную Шотландии в товарищеском матче против Нидерландов. Матч проходил в Абердине, и в начале матча его освистали всякий раз, когда он касался мяча со стороны некоторых болельщиков из толпы, из-за соперничества между этими клубами и плохого настроения, вызванного его переходом в «Рейнджерс»; другие фанаты ответили на это аплодисментами.

## Личная жизнь
Джек является большим поклонником видеоигр. Кумир Райана на футбольном поле — Стивен Джеррард.

## Достижения
«Абердин»
- Обладатель Кубка шотландской лиги: 2013/14

 «Рейнджерс»
- Чемпион Шотландии: 2020/21
- Обладатель Кубка Шотландии: 2021/22